# Wolfgang Rihm

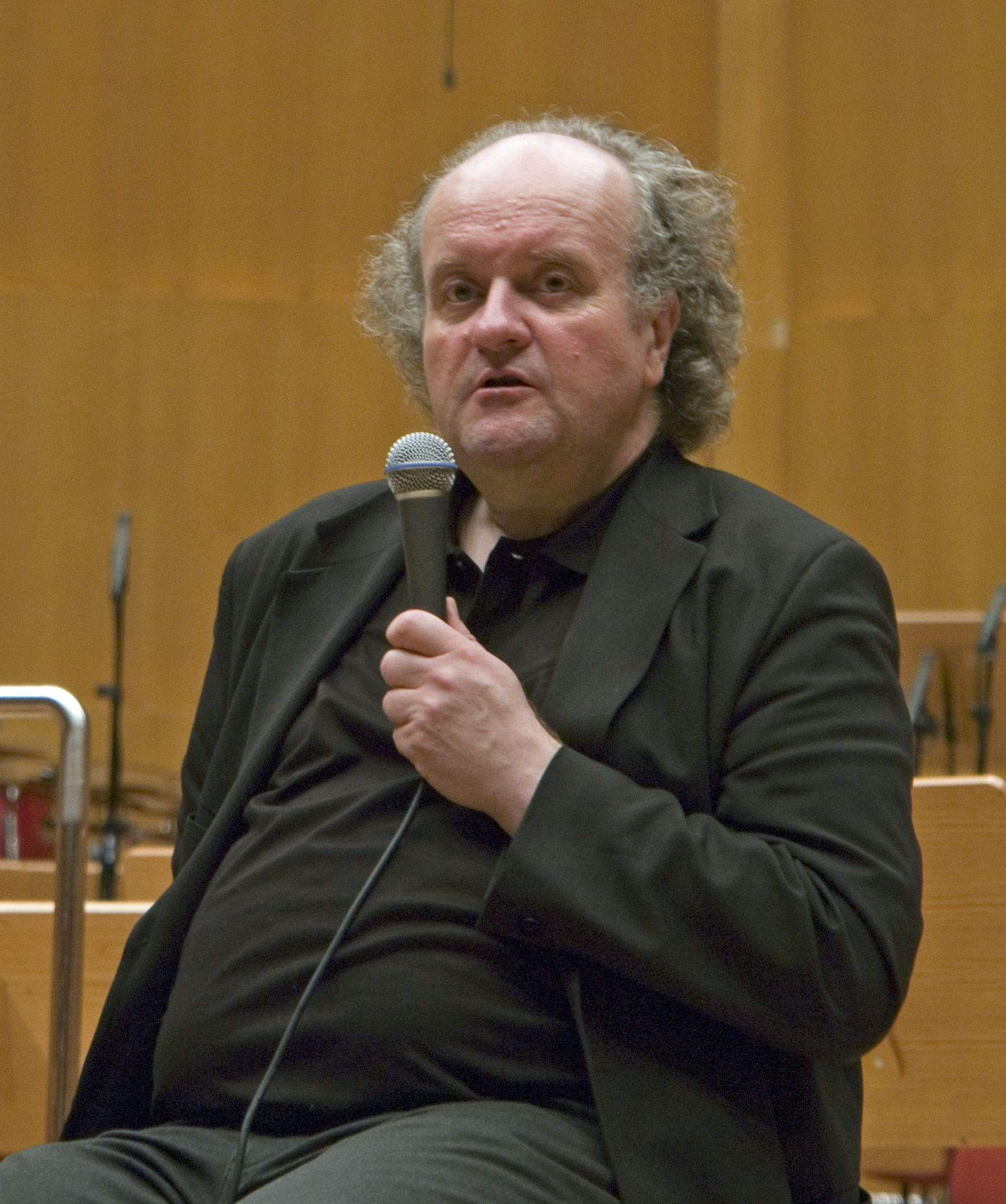
Wolgang Rihm in Keulen, juni 2007

Wolfgang Rihm (Karlsruhe, 13 maart 1952 – Ettlingen, 27 juli 2024) was een Duits componist.

## Levensloop
Rihm behaalde zowel zijn middelbareschooldiploma als zijn conservatoriumdiploma's voor muziektheorie en compositie in 1972. In 1974 ging zijn vroege werk Morphonie in première tijdens het Donaueschingen Festival, hetgeen hem gelijk prominent in de Europese muziekkringen plaatste. Rihms vroegere werken, waarin hedendaagse technieken verweven zijn met emotionele invloeden van Mahler en Schönbergs vroege expressionistische periode, worden gezien als een opstand tegen de avant-garde generatie van Boulez, Stockhausen (bij wie hij studeerde in 1972-73) en anderen, en leidden in de eropvolgende jaren tot een groot aantal opdrachten. Eind jaren 70 en begin jaren 80 werd zijn naam geassocieerd met de beweging New Simplicity. Zijn latere werk bevat nog steeds expressionistische elementen, hoewel ook de invloed van onder anderen Luigi Nono, Helmut Lachenmann en Morton Feldman zijn scheppingen behoorlijk hebben beïnvloed.
Rihm was een veelschrijver, met honderden voltooide composities, waarvan een groot deel nog niet commercieel opgenomen zijn. Hij zag zelf een afgemaakt werk niet altijd als een laatste woord over een onderwerp: bijvoorbeeld het orkestwerk Ins Offene... (1990) werd door hem volledig herschreven in 1992 en daarna als basis van zijn pianoconcert Sphere (1994) gebruikt, een concert waarin op zijn beurt de pianopartij een hergebruik was van een solopianowerk Nachstudie (ook uit 1994). In 2002 vervaardigde Rihm een nieuwe versie van Nachstudie, Sphäre nach Studie, voor harp, twee contrabassen, piano en slagwerk, en tevens een nieuwe versie van Sphere, getiteld Sphäre um Sphäre, voor twee piano's en kamermuziekensemble. Andere belangwekkende werken omvatten de twaalf strijkkwartetten, de opera's Die Hamletmaschine (1983-1986, op tekst van Heiner Müller) en Die Eroberung von Mexico (1987-1991, gebaseerd op teksten van Antonin Artaud), meer dan 20 liedcycli, het oratorium Deus Passus (1996), het kamermuziekwerk Jagden und Formen (1995-2001) en een serie gerelateerde orkestwerken onder de titel Vers une symphonie fleuve.
Rihm stond aan het hoofd van het Instituut voor Moderne Muziek, een afdeling van het conservatorium in Karlsruhe en was componist in residence bij de festivals van Lucerne en Salzburg. Hij ontving in 2001 van Frankrijk de orde "Officier dans l'Ordre des Arts et des Lettres".
Rihm was in het seizoen 2024-2025 Composer in Residence bij de Berliner Philharmoniker.

## Werken
Bij muziekuitgeverij Universal omvat de lijst van Rihms werken, stand 2013, meer dan 350 opussen. Recycling of heroverweging komt in Rihms werken veelvuldig voor. De 5 Abgesangsszenen zijn bijvoorbeeld ontstaan uit vijf eerdere composities die als 1. – 5. Abgesangsszene zijn ontstaan. De Klangbeschreibungen duiken op in verschillende gedaanten, I. voor drie orkestgroepen, III. voor groot orkest. Voorts componeerde Rihm series waarbij sommige voltooid zijn en sommige niet. Van de Verwandlungen zijn bijvoorbeeld vier composities voltooid. Enkele van zijn bekendste werken in chronologische volgorde:
- 1969 – 1. Symphonie
- 1973 – Magma für großes Orchester
- 1974 – Morphonie für Orchester mit Solostreichquartett
- 1975 – Konzertarie Telepsychogramm für Sopran und großes Orchester
- 1975 – O Notte für Bariton und großes Orchester
- 1974/5 – Sub-Kontur für Orchester
- 1975/6 – Lichtzwang - Musik für Violine und Orchester in memoriam Paul Celan
- 1975 – 2. Symphonie für großes Orchester
- 1977 – Hölderlin-Fragmente für Stimme und großes Orchester
- 1977 – 3. Symphonie für Sopran, Bariton, gemischtes Chor und großes Orchester
- 1979 – 5 Abgesangsszenen für Sopran, Bariton und großes Orchester
- 1980/2 – Tutuguri, Poème dansé
- 1983 – Monodram für Violoncello und Orchester
- 1984 – Dis-Kontur für großes Orchester
- 1987 – Klangbeschreibung I für drei Orchestergruppen
- 1987 – Klangbeschreibung II für vier Frauenstimmen, fünf Blechbläser und sechs Schlagzeuger auf ein Gedicht von Nietzsche
- 1987 – Klangbeschreibung III für großes Orchester
- 1989 – Frau/Stimme für Sopran und Orchester
- 1989 – Mein Tod. Requiem in memoriam Jane S. für Soprano und großes Orchester
- 1992 – La lugubre gondola, Das Eismeer – Musik in memoriam Luigi Nono
- 1993 – Dritte Musik für Violine und Orchester
- 1994 – Musik für Oboe und Orchester
- 1994 – Ungemaltes Bild für Orchester
- 1995 – Vers une symphonie fleuve I für Orchester
- 1995 – Vers une symphonie fleuve II für Orchester
- 1995 – Vers une symphonie fleuve III für Orchester
- 1998 – Vers une symphonie fleuve IV für Orchester
- 1998 – Styx und Lette Musik für Violoncello und Orchester
- 1999 – Über die Linie II – Musik für Klarinette und Orchester
- 2001 – Jagden und Formen für Orchester
- 2002 – 2ter. Bratschenkonzert/ Über die Linie Iv – Musik für Viola und Orchester
- 2002 – Erster Doppelgesang - Musik für Viola, Violoncello und Orchester
- 2002 – Verwandlung I
- 2004 – Verwandlung II
- 2004 – Dritter Doppelgesang - Musik für Klarinette, Violan und Orchester
- 2006 – Verwandlung III
- 2007 – Quid est Deus für Chor und Orchester
- 2008 – Coll Arco – Musik für Violine und Orchester
- 2008 – Verwandlung IV
- 2012 – Nähe fern 1-4 für großes Orchester
- 2013 – Symphonie Nähe Fern für Bariton und Orchester
- 2013 – Vers une symphonie fleuve VI für Orchester